# Simfonia núm. 5 (Rosenberg)
La Simfonia núm. 5, Örtagårdsmästaren (L'hortolà), Lyne 110, és una simfonia per a contralt, coral i orquestra composta per Hilding Rosenberg l'any 1944. Es va estrenar el 17 d'octubre del mateix any amb la Radioorkestern, amb Lorri Lail com a contralt solista, sota la direcció del mateix compositor i retransmesa des de la Sala de concerts d'Estocolm. En l'estrena els cors van ser dirigits per Einar Ralf. Té una durada aproximada de 47 minuts. La va dedicar a la seva esposa Vera.

## Origen i context
La Cinquena és en molts aspectes una continuació de La revelació de Joan, la Quarta. Aquí també es presenta un tema bíblic. Els textos cantats provenen de la Bíblia, presos dels Evangelis i del Llibre d'Isaïes. La Quarta és més «dramàtica» i El jardiner és més «introspectiva i contemplativa», en paraules de Rosenberg.

## Instrumentació
La Simfonia núm. 2 està escrita per a 2 flautes, 2 oboès, 2 clarinets, 2 fagots - 4 trompes, 2 trompetes, 3 trombons, 1 tuba, timbales, percussió (2 músics), piano i cordes.